# Neuilly (Eure)
Neuilly település Franciaországban, Eure megyében. Lakosainak száma 174 fő (2022. január 1.). Neuilly Breuilpont, Bueil, La Couture-Boussey, Épieds, Garennes-sur-Eure és Merey községekkel határos.

## Népesség
A település népességének változása:
| Lakosok száma | 120  | 107  | 118  | 135  | 155  | 166  | 178  | 183  | 186  | 174  |
|               | 1968 | 1982 | 1990 | 2006 | 2013 | 2015 | 2017 | 2019 | 2020 | 2022 |